# Tupi FC
Tupi FC is een Braziliaanse voetbalclub uit Juiz de Fora, Minas Gerais.

## Geschiedenis
De club werd in 1912 opgericht en speelt in het Mário Helêniostadion. Tupi FC werd in 2001 kampioen op het tweede niveau van het Campeonato Mineiro en won in 2008 de beker in het district Minas Gerais. Jonathan Reis werd in 2010 door PSV enige tijd verhuurd aan Tupi FC. In 2011 werd de club kampioen van de Série D. In 2015 kon de club verder promoveren naar de Série B, maar kon daar het behoud niet verzekeren. In 2018 degradeerde de club ook uit de Série C.

## Erelijst
Campeonato Brasileiro Série D
2011
ABC · 
Anápolis · 
Botafogo-PB · 
Brusque ·
Caxias · 
Confiança ·
CSA · 
Figueirense · 
Floresta · 
Guarani · 
Itabaiana · 
Ituano ·
Londrina · 
Maringá · 
Náutico · 
Ponte Preta · 
Retrô · 
São Bernardo · 
Tombense · 
Ypiranga de Erechim